# Unterseeboot 460
Le Unterseeboot 460 (U-460) rst un U-Boot type XIV utilisé par la Kriegsmarine pendant la Seconde Guerre mondiale.

## Historique
Comme tous les sous-marins de type XIV, l'U-460 est un ravitailleur de sous-marins. C'est une « vache-à-lait » (Milchkuh) de la Ubootwaffe (force sous-marine), de grands sous-marins capables de ravitailler en combustible diesel, en torpilles, en pièces détachées, en vivres (25 t). Il dispose de personnel médical et de spécialistes (mécaniciens de torpille, radios ou mécaniciens généralistes).
De juin 1942 à octobre 1943, l'U-460 réalise six missions de ravitaillement qui  d'approvisionnent 86 U-Boote.
Il est coulé le 4 octobre 1943 par des charges de profondeur lancées par des GAU-8 Avenger et des Grumman F4F Wildcat du porte-avions d'escorte USS Card. dans l'Atlantique Nord au nord des Açores à la position géographique de 43° 18′ N, 28° 58′ O. 
62 membres d'équipage meurent pendant cette attaque ; il y a eu deux survivants.

## Affectations
- 4. Unterseebootsflottille du 24 décembre 1941 au 30 juin 1942 à Stettin en Pologne pendant sa période de formation
- 10. Unterseebootsflottille du 1er juillet 1942 au 31 octobre 1942 à la base sous-marine de Lorient en tant qu'unité combattante
- 12. Unterseebootsflottille du 1er novembre 1942 au 4 octobre 1943 à la base sous-marine de Bordeaux en tant qu'unité combattante

## Commandement
- Kapitänleutnant Friedrich Schäfer du 24 décembre 1941 au 1er août 1942
- Kapitänleutnant Ebe Schnoor du 1er août 1942 au 4 octobre 1943

## Navires coulés
- L'Unterseeboot 460, ayant un rôle de ravitailleur de sous-marin et n'étant pas armé de torpilles, n'a ni coulé, ni endommagé de navires pendant ses 6 patrouilles.